# Henry Kiseka
Henry Kiseka (n. Kampala, 31 de agosto de 1989) es un jugador de fútbol profesional ugandés que juega en la demarcación de delantero para el Real Kashmir FC de la I-League.

## Biografía
Henry Kiseka debutó como futbolista profesional en 2007 con el Villa SC de la Superliga de Uganda. Tras una temporada en el club fichó por el URA SC, con el que ganó la Superliga de Uganda en 2009 y 2011. Al finalizar la temporada 2010/2011, Kiseka se fue a Vietnam para fichar por el Hoa Phat. En 2012 fue traspasado al Đồng Nai FC, donde jugó hasta 2014.  Tras jugar en el QNK Quang Nam FC, y un breve paso por el Đồng Nai FC, fichó en el mercado invernal de 2016 por el Bình Duong FC.

## Selección nacional
Henry Kiseka ha sido convocado por la selección de fútbol de Uganda un total de tres veces. Hizo su debut en 2010. El último partido que jugó con su selección fue el 1 de junio de 2013 contra Libia en un partido amistoso que finalizó 3-0 a favor de la selección de Libia.

## Clubes
| Club                  | País    | Año       | Partidos | Goles |
| --------------------- | ------- | --------- | -------- | ----- |
| Villa SC              | Uganda  | 2007-2008 |          |       |
| URA SC                | Uganda  | 2008-2011 |          |       |
| Hoa Phat              | Vietnam | 2011-2012 | 25       | 8     |
| Đồng Nai FC           | Vietnam | 2012-2014 | 20       | 18    |
| QNK Quang Nam FC      | Vietnam | 2014-2015 | 29       | 8     |
| Đồng Nai FC           | Vietnam | 2015      | 14       | 6     |
| Bình Duong FC         | Vietnam | 2016      | 7        | 0     |
| Long An FC            | Vietnam | 2016      | 9        | 5     |
| Can Tho FC            | Vietnam | 2017      | 15       | 3     |
| Gokulam Kerala FC     | India   | 2017-2018 | 7        | 4     |
| Mohun Bagan AC        | India   | 2018-2019 | 19       | 5     |
| Gokulam Kerala FC     | India   | 2019-2020 | 15       | 5     |
| URA SC                | Uganda  | 2020      |          |       |
| Police FC             | Uganda  | 2021      | 6        | 1     |
| Bhawanipore FC        | India   | 2021-2022 |          |       |
| Mohammedan SC Calcuta | India   | 2022      | 1        | 1     |
| Aizawl FC             | India   | 2022-2023 | 20       | 6     |
| Real Kashmir FC       | India   | 2024-     | 13       | 2     |

## Palmarés
URA SC
- Superliga de Uganda (2): 2009 y 2011